# 秦宗権
秦宗権（しんそうけん、9世紀 - 889年4月1日）は、中国・唐代末期の武人。
彼は蔡州節度使として知られ、その残忍さで有名だった。後に汴梁節度使の朱全忠によって捕らえられ、処刑された。
蔡州上蔡県（現在は河南省駐馬店市に属する）の出身。

## 来歴
秦宗権は、唐末期に許州で衙門の将校を務めていた。広明元年（880年）には、軍の混乱に乗じて蔡州を占領した。同年、黄巣が長安を攻略し、唐の僖宗は蜀に逃れた。秦宗権は、蔡州軍を率いて、監軍の楊復光とともに黄巣の乱を鎮圧した。
その後、黄巣軍が敗れて長安から撤退し、蔡州を攻めた。秦宗権は敗れ、黄巣に降伏したが、「蔡州節度使」として称号を保持した。彼は黄巣と合流して陳州を攻撃したが、刺史の趙犨は堅守していて、長期間陥落させることができなかった。宣武軍の節度使である朱全忠、忠武軍の節度使である周岌、感化軍の節度使である時溥らが兵を率いて陳州を救援したが、勝つことはできなかった。長期間にわたる膠着状態が続いたため、朱全忠は河東軍の節度使である李克用に援軍を要請し、中和4年（884年）に李克用は沙陀族と漢人5万人を率いて救援に赴き、陳州の包囲を解くことができた。
中和4年（884年）6月17日、黄巣は泰山の狼虎谷（現在の山東省萊蕪の南西）で敗北し、死亡した。秦宗権は蔡州を拠点に皇帝を称し、あちこちで略奪行為を働いた。「西は関内、東は青齊に極まり、南は江淮に出て、北は衛滑に至り、魚は腐り、鳥は散り、人々は断絶し、草木は野を覆った」と記録されている。宗権は、かつて協力していた忠武軍節度使鹿晏弘も攻撃し、残虐行為は黄巣よりも過激だった。宗権は軍隊が移動する際に漬けた塩漬けの人肉を車に積み、軍の食糧として使用し、一般民衆を誘拐、殺害、煮て食べることを好んでいた。僖宗は宗権に対して反省するように命じ、彼を使相として任命し、彼を王に封じることさえあったが、彼は返答しなかった。
昭宗が即位すると、時溥を蔡州四面行営兵馬都統に任命して、秦宗権を討つことにしたが、時溥らは実際には行動しなかった。そこで、昭宗は朱全忠を都統に任命した。
光啓3年（887年）、秦宗権は汴州（現在の河南省開封市）に全力を傾け攻めてきたが、朱全忠は義成軍を奪い、天平軍の節度使である朱宣、泰寧軍の節度使である朱瑾と同盟を結び、四つの軍隊を結集して秦宗権を何度も破った。孫儒たちもその知らせを聞いて孟、洛、許、汝、懐、鄭、陝、虢などの州を放棄して逃げたが、秦宗権は淮南を奪い、敗北の際、弟の秦宗衡を送り出し、彼を呼び戻して勝利を手にした。しかし、指揮官の孫儒は帰ることを拒み、秦宗衡を殺害し、その軍の指揮権を奪った。朱全忠は28の寨を築いて蔡州を包囲し、食料不足のために攻めあぐねたところ、秦宗権が既に衰退していたため、他の軍閥を攻撃することに変更した。秦宗権はこの隙をついて、許州を奪い、留後の王蘊を捕らえた。
龍紀元年（889年）、宗権は部下の郭璠に逮捕されると朱温に引き渡され、同年長安に送られて、独柳で斬首された。京兆尹の孫揆が監督し、秦宗権は大声で「尚書は宗権が反逆者だと思うか? 私の忠心が表現できなかっただけだ。」と叫んだという。周りの人間は皆失笑した。秦宗権の妻である趙氏も斬首され、鞭打たれたとの記録がある。
孫儒の敗北後、残党は馬殷によって楚を建国した。秦宗権の一族である弟の秦彦暉は、かつて秦宗衡に従って出征し、後に馬殷に従い楚の将軍となった。